# Juliusz German
Juliusz German (ur. 17 maja 1880 w Jarosławiu, zm. 21 marca 1953 w Katowicach) – polski powieścio- i dramatopisarz, autor książek dla dzieci, tłumacz.

## Życiorys
Syn Ludomiła Germana i Emilii z Dietziusów. Był żonaty z Zofią Natanson (ur. 29 sierpnia 1885), córką bankiera Kazimierza Natansona. Studiował prawo i nauki polityczne na Uniwersytecie Lwowskim i Uniwersytecie Wiedeńskim. Pracował w namiestnictwie lwowskim. Podczas I wojny światowej był żołnierzem Legionów oraz adiutantem gen. Hallera. Po wojnie zajmował się wyłącznie literaturą. Jak wspomina Wojciech Herbaczyński w książce W dawnych cukierniach i kawiarniach warszawskich Juliusz German należał do osób publicznych. Wiadomo, że przed 1939 zamieszkiwał podwarszawski Anin.

## Twórczość

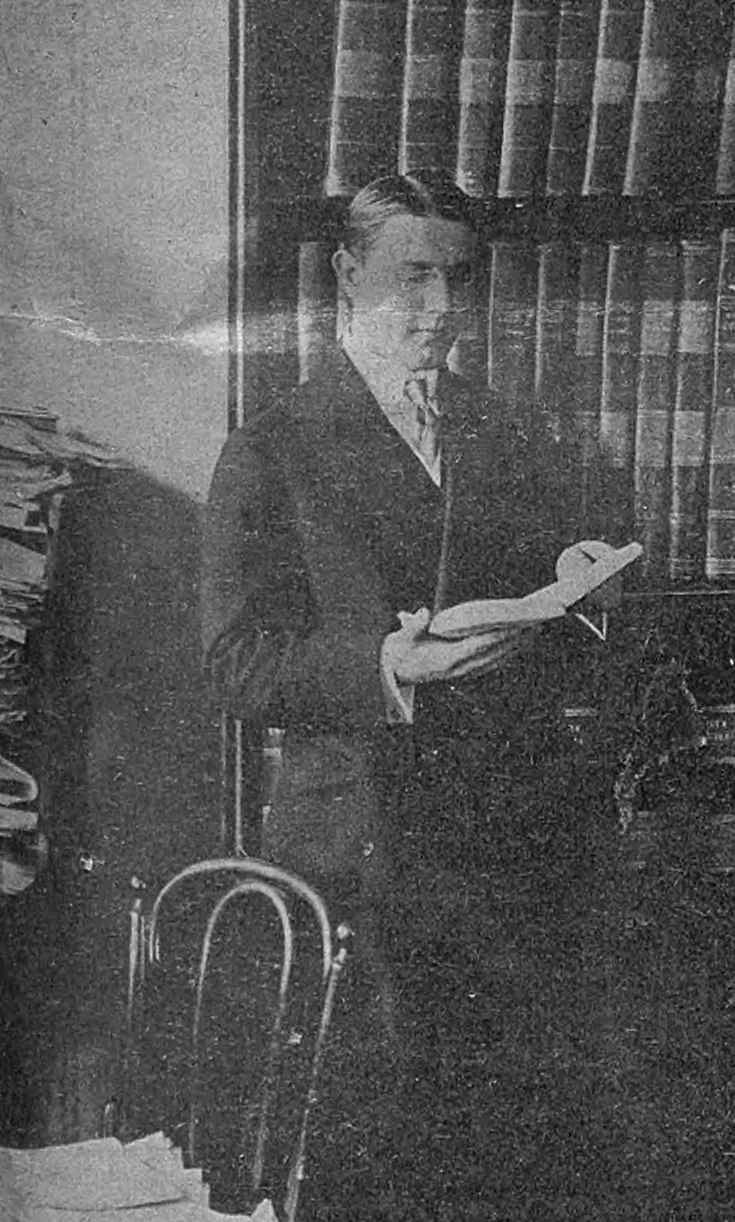
Juliusz German w redakcji „Gazety Lwowskiej” (1911)

Juliusz German tworzył w epoce modernizmu i dwudziestolecia międzywojennego. Był autorem dramatów i poczytnych na początku XX wieku nowel i opowiadań. Poza pracą literacką zajmował się tłumaczeniem dzieł literatury obcej. Pod koniec życia opublikował wspomnienia. W 1951 wszystkie jego utwory zostały wycofane z polskich bibliotek oraz objęte cenzurą. Obecnie jest twórcą, którego dorobek został zapomniany.

### Dramaty
- Lilith (1905)
- Mściciel (1908)
- Cherubin z piekła (1925)

### Powieści
- Gwiaździsta noc (1912)
- Skrzydła (1921)
- Twarz zza kurtyny (1923)
- Iwonka (1925)
- Jesień zwycięska (1931)
- Jedna dziewczyna (1933)
- Wyprawa do raju (1936)
- Amaranty (1938)

### Zbiory nowel
- Historie o pajacach (1907)
- Usta o zmroku (1927)

### Utwory dla dzieci
- O kocie królewiczu (1912)
- O Pawełku, który się dziwił (1921)
- O dobrej wróżce i polskim dziecku śmiałym (1922)
- O Janku, co walczył we Lwowie (1922)

### Wspomnienia
- Od Zapolskiej do Solskiego. Pośród przyjaciół (1958)

### Tłumaczenia
- Bernard Fontenelle: Rozmowy zmarłych (1911)
- André Gide: Ciasna brama (1912)
- August Strindberg: Sonata upiorna, Jak łabędź biała